# Johannes Thiling
Johannes Thiling (geboren circa 1475; gestorben 1540) war ein deutscher Jurist, Patrizier der Stadt Goslar und dortiger „Bauherr des bekannten Fachwerkgebäudes ‚Brusttuch‘.“

## Leben
Die Familie Thiling lässt sich seit dem 13. Jahrhundert in Goslar nachweisen. Zu den möglichen Vorfahren und Familienmitgliedern von Johannes Thiling zählen Hans Tiling (genannt 1444–1470), Diderick Tiling (genannt 1480–1501) sowie der 1580 genannte Zacharias Tiliken.
Johannes Thiling studierte ab 1494 Rechtswissenschaften an der Universität Leipzig, an der er 1498 mit dem Magister-Titel abschloss.
Er heiratete Adelheid Wegener, Tochter des Goslarer Bürgermeisters Joachim Wegener. Als mögliche Mitglieder ihrer Familie sind im ersten Drittel des 16. Jahrhunderts weitere Männer mit dem Familiennamen Wegener in Goslar nachweisbar.
Zeitweilig wirkte Thiling als Goslarer Stadtsyndikus, zudem als Berg- und Hüttenherr.

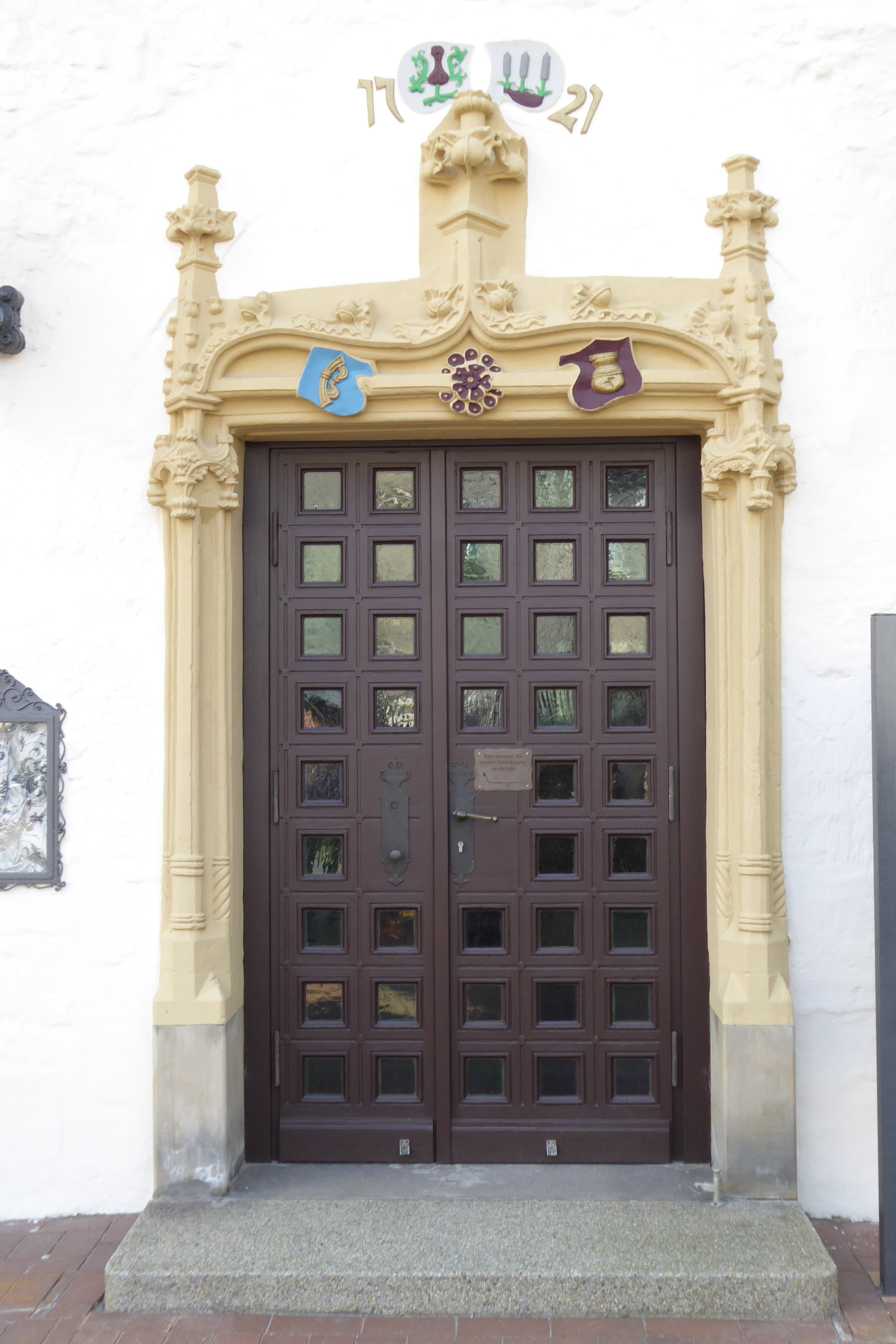
Zwischen der wie „1721“ lesbaren Jahreszahl oberhalb des Torbogens auf der Giebelseite des Brusttuches die Wappenschilde der Familien

Ab 1521 ließ Thiling das auch mit den zusätzlichen Jahreszahlen 1525 und 1526 versehene Haus Brusttuch unter der – heutigen – Adresse Hoher Weg 1 in Goslar errichten: „Seine Bildung, seine Geisteshaltung und seinen Reichtum präsentierte er im sowohl derb gewitzten als auch hoch gelehrten Bildprogramm seines Hauses.“ Zusätzlich ließ er am Gebäude zwei Mal zwei Wappenschilde anfertigen: Für den Magister „thili“ beziehungsweise die fehlerhafte griechische Übersetzung „ΜΑΓΙSΕΡ · / ΘΗΛΛΙΓΚ“ eine Blüte und Blätter aus waagerechtem Ast. Das Wappen der Ehefrau zeigt „drei Ähren oder Rohrkolben auf [einem] Berg.“
Ein Teil der lateinischen Inschrift an Thilings zuletzt 1526 datierten Brusttuchs lässt sich übersetzen als „ein Haus muß sicher sein und ein Zufluchtsort.“ Doch schon im Folgejahr verlor er während der Goslarer Unruhen 1527, in den Kämpfen der Stadt Goslar gegen die Truppen von Herzog Heinrich dem Jüngeren, seinen Besitz.
Johannes Thiling starb 1540.